# Volta à Catalunha de 2013
A Volta à Catalunha de 2013 foi a 93ª edição da prova de ciclismo de estrada Volta à Catalunha. É uma prova do UCI World Tour, e decorreu entre os dias 18 e 24 de Março de 2013, em Espanha.

## Equipas participantes
Participaram na prova 22 equipas: as 19 de categoría UCI World Tour (obrigadas a participar) e  3 de categoría UCI Continental Profissional por convite da organização (Caja Rural-Seguros RGA, Cofidis, Saur-Sojasun). Formando assim um pelotão de 174 ciclistas, com 8 corredores cada equipa (excepto a Lampre-Merida e Orica-GreenEDGE com 7 ciclistas cada).
| Código | Nome Oficial            | Categoria                    | Chefes de Fila                    |
| ------ | ----------------------- | ---------------------------- | --------------------------------- |
| ALM    | Ag2r-La Mondiale        | UCI World Tour               | Samuel Dumoulin Rinaldo Nocentini |
| ARG    | Argos-Shimano           | UCI World Tour               | William Clarke Patrick Gretsch    |
| AST    | Astana                  | UCI World Tour               | Jakob Fuglsang                    |
| BLA    | Blanco Pro Cycling      | UCI World Tour               | Robert Gesink                     |
| BMC    | BMC Racing Team         | UCI World Tour               | Marcus Burghardt                  |
| CAN    | Cannondale              | UCI World Tour               | Daniele Ratto                     |
| EUS    | Euskaltel-Euskadi       | UCI World Tour               | Igor Antón Mikel Nieve            |
| FDJ    | FDJ                     | UCI World Tour               | Sandy Casar                       |
| GRS    | Garmin-Sharp            | UCI World Tour               | Ryder Hesjedal                    |
| KAT    | Team Katusha            | UCI World Tour               | Joaquim Rodríguez                 |
| LAM    | Lampre-Merida           | UCI World Tour               | Michele Scarponi                  |
| LTB    | Lotto-Belisol           | UCI World Tour               | Jurgen Van den Broeck             |
| MOV    | Movistar Team           | UCI World Tour               | Alejandro Valverde                |
| OGE    | Orica-GreenEDGE         | UCI World Tour               | Simon Gerrans                     |
| OPQ    | Omega Pharma-Quick Step | UCI World Tour               | Andrew Fenn                       |
| RTL    | RadioShack-Leopard      | UCI World Tour               | Chris Horner                      |
| TST    | Saxo Bank-Tinkoff       | UCI World Tour               | Nicolas Roche                     |
| SKY    | Team Sky                | UCI World Tour               | Bradley Wiggins                   |
| VCD    | Vacansoleil-DCM         | UCI World Tour               | Thomas De Gendt                   |
| CJR    | Caja Rural-Seguros RGA  | UCI Continental Profissional | David Arroyo                      |
| COF    | Cofidis                 | UCI Continental Profissional | Daniel Navarro                    |
| SAU    | Saur-Sojasun            | UCI Continental Profissional | Julien Simon                      |

## Etapas

### 1ª Etapa
Calella-Calella. 18 de Março de 2013. 159,3 km
|   | Ciclista           | Equipa                  | Tempo        |
| - | ------------------ | ----------------------- | ------------ |
| 1 | Gianni Meersman    | Omega Pharma-Quick Step | 3h 55min 56s |
| 2 | Valerio Agnoli     | Astana                  | m. t.        |
| 3 | Alejandro Valverde | Movistar                | m. t.        |
| 4 | Daniel Martin      | Garmin-Sharp            | m. t.        |
| 5 | Danilo Wyss        | BMC Racing Team         | m. t.        |

|   | Ciclista           | Equipa                  | Tempo           |
| - | ------------------ | ----------------------- | --------------- |
| 1 | Gianni Meersman    | Omega Pharma-Quick Step | 3 h 55 min 56 s |
| 2 | Valerio Agnoli     | Astana                  | a 4 s           |
| 3 | Alejandro Valverde | Movistar                | a 6 s           |
| 4 | Daniel Martin      | Garmin-Sharp            | a 10 s          |
| 5 | Danilo Wyss        | BMC Racing Team         | m.t.            |

### 2ª Etapa
Gerona-Bañolas. 19 de Março de 2013. 160,7 km
|   | Ciclista        | Equipa                  | Tempo           |
| - | --------------- | ----------------------- | --------------- |
| 1 | Gianni Meersman | Omega Pharma-Quick Step | 3 h 47 min 43 s |
| 2 | Daniele Ratto   | Cannondale              | m.t.            |
| 3 | Brett Lancaster | Orica-GreenEDGE         | m.t.            |
| 4 | Samuel Dumoulin | Ag2r-La Mondiale        | m.t.            |
| 5 | Robert Wagner   | Blanco Pro Cycling      | m.t.            |

|   | Ciclista              | Equipa                  | Tempo           |
| - | --------------------- | ----------------------- | --------------- |
| 1 | Gianni Meersman       | Omega Pharma-Quick Step | 7 h 43 min 32 s |
| 2 | Valerio Agnoli        | Astana                  | a 14 s          |
| 3 | Alejandro Valverde    | Movistar                | a 16 s          |
| 4 | Danilo Wyss           | BMC Racing              | a 20 s          |
| 5 | Holanda Robert Gesink | Blanco Pro Cycling      | m.t.            |

### 3ª Etapa
Vidreres-Setcases (Vallter 2000). 20 de Março de 2013. 180,1 km
|   | Ciclista           | Equipa       | Tempo          |
| - | ------------------ | ------------ | -------------- |
| 1 | Nairo Quintana     | Movistar     | 5 h 1 min 14 s |
| 2 | Alejandro Valverde | Movistar     | a 6 s          |
| 3 | Joaquim Rodríguez  | Team Katusha | m.t.           |
| 4 | Bradley Wiggins    | Team Sky     | a 9 s          |
| 5 | Thibaut Pinot      | FDJ          | m.t.           |

|   | Ciclista           | Equipa        | Tempo            |
| - | ------------------ | ------------- | ---------------- |
| 1 | Alejandro Valverde | Garmin-Sharp  | 12 h 45 min 22 s |
| 2 | Joaquim Rodríguez  | Katusha       | a 6 s            |
| 3 | Bradley Wiggins    | Team Sky      | a 10 s           |
| 4 | Michele Scarponi   | Lampre-Merida | a 13 s           |
| 5 | Przemyslaw Niemiec | Lampre-Merida | a 39 s           |

### 4ª Etapa
Llanás (Camprodon)-Port Ainé (Pallars Sobirà-Rialp). 21 de Março de 2013. 217,7 km
|   | Ciclista              | Equipa             | Tempo          |
| - | --------------------- | ------------------ | -------------- |
| 1 | Daniel Martin         | Garmin-Sharp       | 6 h 2 min 40 s |
| 2 | Joaquim Rodríguez     | Katusha            | a 36 s         |
| 3 | Nairo Quintana        | Movistar           | a 36 s         |
| 4 | Jurgen Van den Broeck | Lotto-Belisol      | a 47 s         |
| 5 | Robert Gesink         | Blanco Pro Cycling | a 47 s         |

|   | Ciclista          | Equipa        | Tempo            |
| - | ----------------- | ------------- | ---------------- |
| 1 | Daniel Martin     | Garmin-Sharp  | 18 h 48 min 38 s |
| 2 | Joaquim Rodríguez | Katusha       | a 10 s           |
| 3 | Nairo Quintana    | Movistar      | a 32 s           |
| 4 | Bradley Wiggins   | Team Sky      | a 36 s           |
| 5 | Michele Scarponi  | Lampre-Merida | a 39 s           |

### 5ª Etapa
Rialp-Lérida. 22 de Março de 2013. 156,5 km
|   | Ciclista          | Equipa           | Tempo          |
| - | ----------------- | ---------------- | -------------- |
| 1 | François Parisien | Argos-Shimano    | 3 h 32 min 2 s |
| 2 | Samuel Dumoulin   | Ag2r-La Mondiale | m.t.           |
| 3 | Stéphane Poulhies | Cofidis          | m.t.           |
| 4 | Daniele Ratto     | Cannondale       | m.t.           |
| 5 | Danilo Wyss       | BMC Racing       | m.t.           |

|   | Ciclista          | Equipa        | Tempo            |
| - | ----------------- | ------------- | ---------------- |
| 1 | Daniel Martin     | Garmin-Sharp  | 22 h 20 min 39 s |
| 2 | Joaquim Rodríguez | Katusha       | a 14 s           |
| 3 | Nairo Quintana    | Movistar      | a 42 s           |
| 4 | Bradley Wiggins   | Team Sky      | a 46 s           |
| 5 | Michele Scarponi  | Lampre-Merida | a 47 s           |

### 6ª Etapa
Almacelles-Valls. 23 de Março de 2013. 178,7 km
|   | Ciclista        | Equipa                  | Tempo           |
| - | --------------- | ----------------------- | --------------- |
| 1 | Simon Gerrans   | Orica-GreenEDGE         | 3 h 55 min 46 s |
| 2 | Gianni Meersman | Omega Pharma-Quick Step | m.t.            |
| 3 | Samuel Dumoulin | Ag2r-La Mondiale        | m.t.            |
| 4 | Daniele Ratto   | Cannondale              | m.t.            |
| 5 | Danilo Wyss     | BMC Racing              | m.t.            |

|   | Ciclista          | Equipa        | Tempo            |
| - | ----------------- | ------------- | ---------------- |
| 1 | Daniel Martin     | Garmin-Sharp  | 26 h 16 min 22 s |
| 2 | Joaquim Rodríguez | Katusha       | a 17 s           |
| 3 | Nairo Quintana    | Movistar      | a 45 s           |
| 4 | Bradley Wiggins   | Team Sky      | a 54 s           |
| 5 | Michele Scarponi  | Lampre-Merida | a 55 s           |

### 7ª Etapa
El Vendrell-Barcelona (Montjuic). 24 de Março de 2013. 122,2 km
|   | Ciclista           | Equipa             | Tempo           |
| - | ------------------ | ------------------ | --------------- |
| 1 | Thomas De Gendt    | Vacansoleil-DCM    | 2 h 45 min 10 s |
| 2 | David López        | Sky                | m.t.            |
| 3 | Robert Kiserlovski | RadioShack-Leopard | m.t.            |
| 4 | Michele Scarponi   | Lampre-Merida      | m.t.            |
| 5 | Samuel Dumoulin    | Ag2r-La Mondiale   | a 21 s          |

|   | Ciclista          | Equipa        | Tempo            |
| - | ----------------- | ------------- | ---------------- |
| 1 | Daniel Martin     | Garmin-Sharp  | 29 h 02 min 25 s |
| 2 | Joaquim Rodríguez | Katusha       | a 17 s           |
| 3 | Michele Scarponi  | Lampre-Merida | a 34 s           |
| 4 | Nairo Quintana    | Movistar      | a 45 s           |
| 5 | Bradley Wiggins   | Team Sky      | a 54 s           |

## Classificações Finais

### Classificação Geral
| Posição | Ciclista              | Equipa             | Pontos           |
| ------- | --------------------- | ------------------ | ---------------- |
|         | Daniel Martin         | Garmin-Sharp       | 29 h 02 min 25 s |
| 2       | Joaquim Rodríguez     | Team Katusha       | a 17 s           |
| 3       | Michele Scarponi      | Lampre-Merida      | a 34 s           |
| 4       | Nairo Quintana        | Movistar           | a 45 s           |
| 5       | Bradley Wiggins       | Team Sky           | a 54 s           |
| 6       | Robert Gesink         | Blanco Pro Cycling | a 1 min 07 s     |
| 7       | Przemyslaw Niemiec    | Lampre-Merida      | a 1 min 18 s     |
| 8       | Thibaut Pinot         | FDJ                | a 1 min 26 s     |
| 9       | Jurgen Van den Broeck | Lotto-Belisol      | a 1 min 28 s     |
| 10      | Thomas Danielson      | Garmin-Sharp       | a 1 min 41 s     |

### Classificação da Montanha
| Posição | Ciclista          | Equipa       | Pontos |
| ------- | ----------------- | ------------ | ------ |
|         | Cristiano Salerno | Cannondale   | 109    |
| 2       | Nairo Quintana    | Movistar     | 51     |
| 3       | Joaquim Rodríguez | Team Katusha | 45     |

### Classificação das Metas Volantes
| Posição | Ciclista         | Equipa                 | Pontos |
| ------- | ---------------- | ---------------------- | ------ |
|         | Christian Meier  | Orica-GreenEDGE        | 12     |
| 2       | Karol Domagalski | Caja Rural-Seguros RGA | 7      |
| 3       | Daniel Martin    | Garmin-Sharp           | 7      |

### Classificação por equipas
| Posição | Equipa             | Tempo           |
| ------- | ------------------ | --------------- |
|         | Garmin-Sharp       | 87h 10 min 27 s |
| 2       | Team Katusha       | a 2 min 23 s    |
| 3       | RadioShack-Leopard | a 6 min 55 s    |

## Evolução das Classificações
| Etapa (Vencedor)             | Classificação Geral | Classificação da Montanha | Classificação das Metas Volantes | Classificação do Centenário do Tour | Classificação por Equipas | Classificação dos Catalães |
| ---------------------------- | ------------------- | ------------------------- | -------------------------------- | ----------------------------------- | ------------------------- | -------------------------- |
| 1ª etapa (Gianni Meersman)   | Gianni Meersman     | Cristiano Salerno         | Christian Meier                  | Christian Meier                     | Team Sky                  | Joaquim Rodríguez          |
| 2ª etapa (Gianni Meersman)   | Gianni Meersman     | Cristiano Salerno         | Christian Meier                  | Christian Meier                     | Team Sky                  | Joaquim Rodríguez          |
| 3ª etapa (Nairo Quintana)    | Alejandro Valverde  | Cristiano Salerno         | Christian Meier                  | Christian Meier                     | Team Sky                  | Joaquim Rodríguez          |
| 4ª etapa (Daniel Martin)     | Daniel Martin       | Cristiano Salerno         | Christian Meier                  | Christian Meier                     | Team Sky                  | Joaquim Rodríguez          |
| 5ª etapa (François Parisien) | Daniel Martin       | Cristiano Salerno         | Christian Meier                  | Christian Meier                     | Garmin-Sharp              | Joaquim Rodríguez          |
| 6ª etapa (Simon Gerrans)     | Daniel Martin       | Cristiano Salerno         | Christian Meier                  | Christian Meier                     | Garmin-Sharp              | Joaquim Rodríguez          |
| 7ª etapa (Thomas De Gendt)   | Daniel Martin       | Cristiano Salerno         | Christian Meier                  | Christian Meier                     | Garmin-Sharp              | Joaquim Rodríguez          |
| Final                        | Daniel Martin       | Cristiano Salerno         | Christian Meier                  | Christian Meier                     | Garmin-Sharp              | Joaquim Rodríguez          |